# フェアリー デルタ2
フェアリー デルタ2
- 用途：超音速実験機
- 設計者：フェアリー・アビエーション
- 製造者：フェアリー・アビエーション
- 運用者：ロイヤル・エアクラフト・エスタブリッシュメント
- 初飛行：1954年10月6日
- 生産数：2
- 退役：1966年(WG777)、1973年(WG774)
- 運用状況：公開展示中

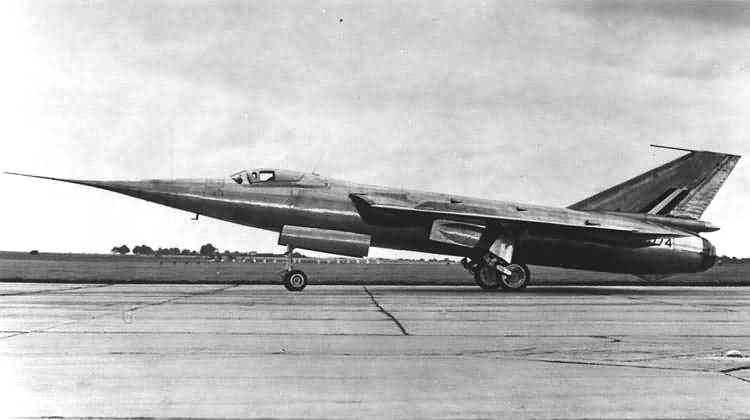
World speed record holder WG774

フェアリー デルタ2（Fairey Delta 2、FD2、フェアリーの社内記号はタイプV）はイギリスの超音速実験機であり、1954年に初飛行した。亜音速、超音速の飛行の実験のために開発された。

## 概要
円形断面の胴体を持つ中翼の無尾翼三角翼機で、エンジンのエアインテークは翼の根元に設けられた。エンジンはロールス・ロイス エィヴォンRA.14Rのアフターバーナー付である。長くとがった機首を持ち、着陸、離陸時には10度、折り曲げて視界を確保する設計であった。
WG774とWG777の2機が製作され、WG774は1954年10月6日にピーター・ツィスの操縦で初飛行した。1954年11月17日の14回目の飛行で、上空9,100mでエンジントラブルを起こすが、ツィスは負傷することなく、滑空させて基地に戻りその功績に功労章を受勲した。
テストは1955年8月に再開され、1956年3月10日にF-100が1955年に記録した速度記録を480 km/hほど上回る1,811 km/hの速度記録を樹立した。この記録は1,000 mph (1,600 km/h) を超えた最初の記録である。速度記録は1957年12月にJF-101Aによって更新された。
1960年にフェアリーを吸収したBACによって、コンコルドの開発プロジェクトのためのオージー翼の研究のために1号機WG774が、改造して試験に使われ、1964年から1973年まで飛行試験を行った。
BAC 221に改造されたWG774はYeoviltonの英国海軍航空隊博物館(Fleet Air Arm Museum)にコンコルドと並べて展示されている。2号機のWG777はコスフォード基地の王立空軍博物館(Royal Air Force Museum)に保存されている。

## ギャラリー

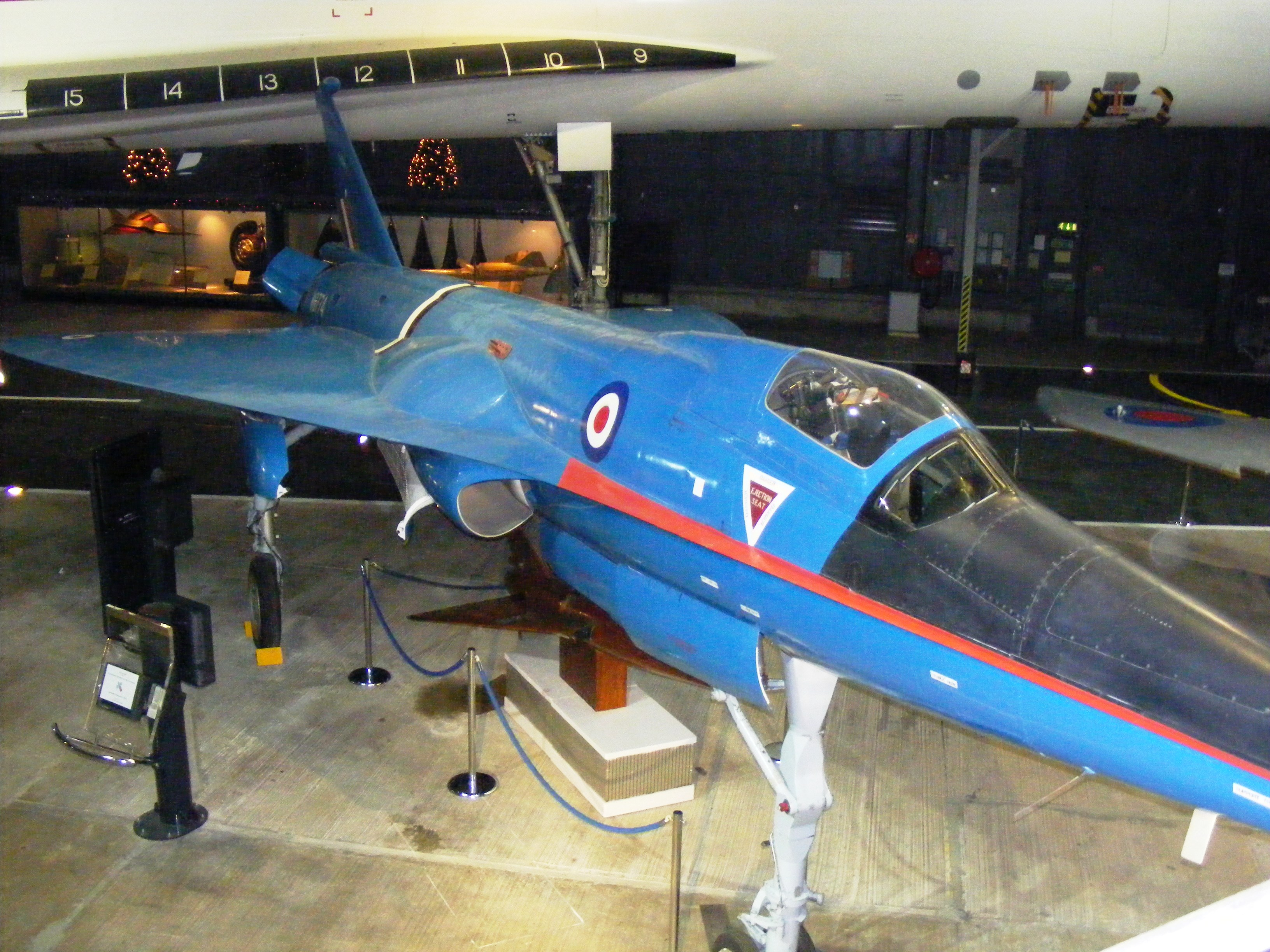
デルタ2（WG774）
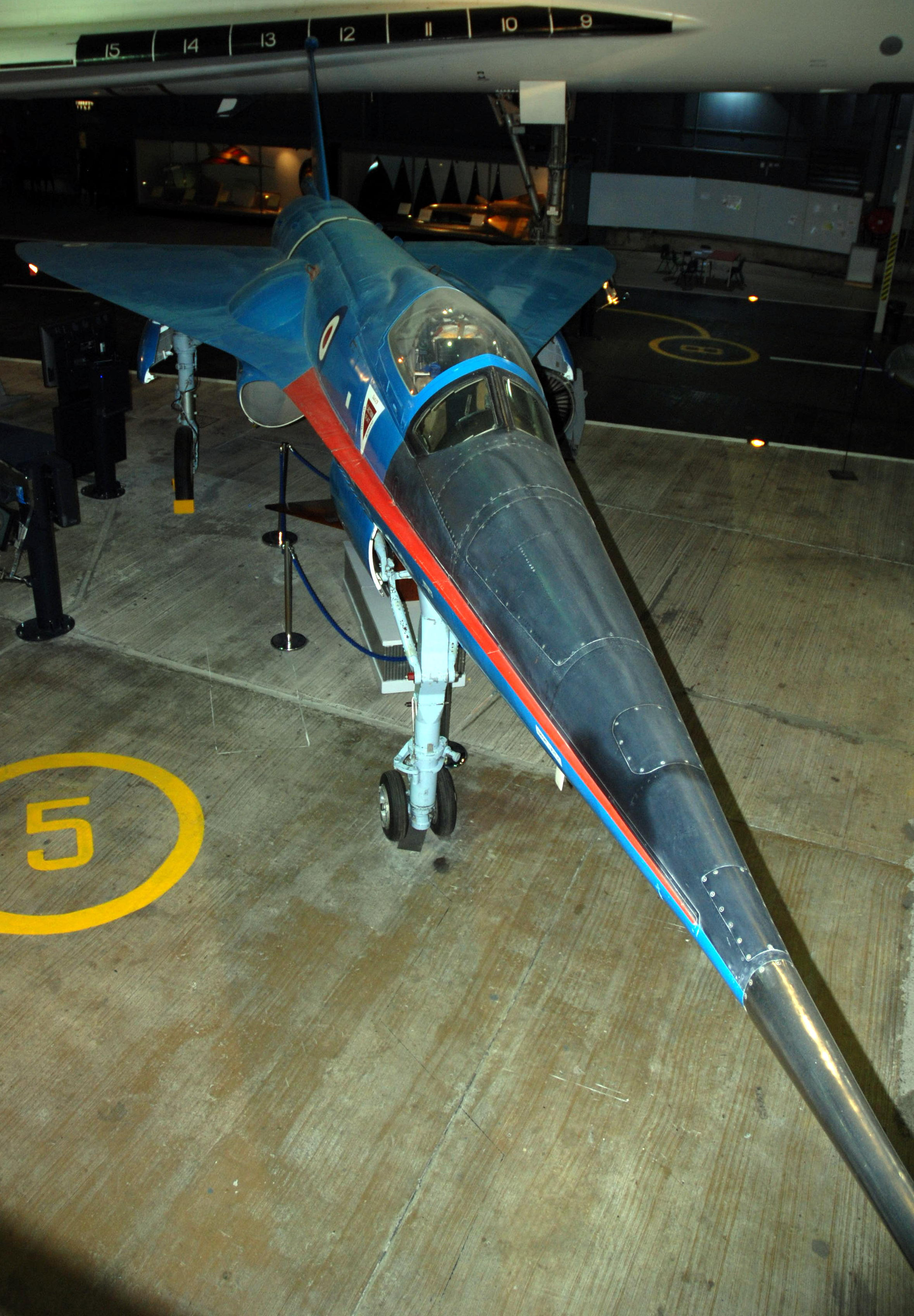
前方
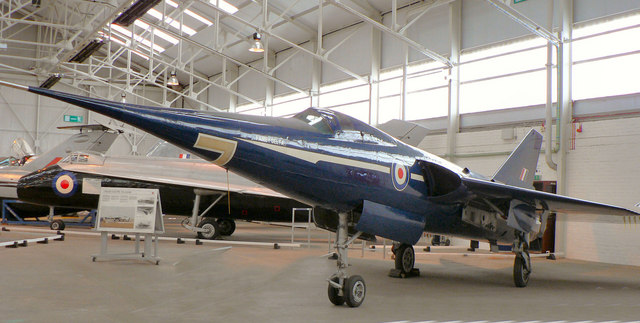
デルタ2（WG777）
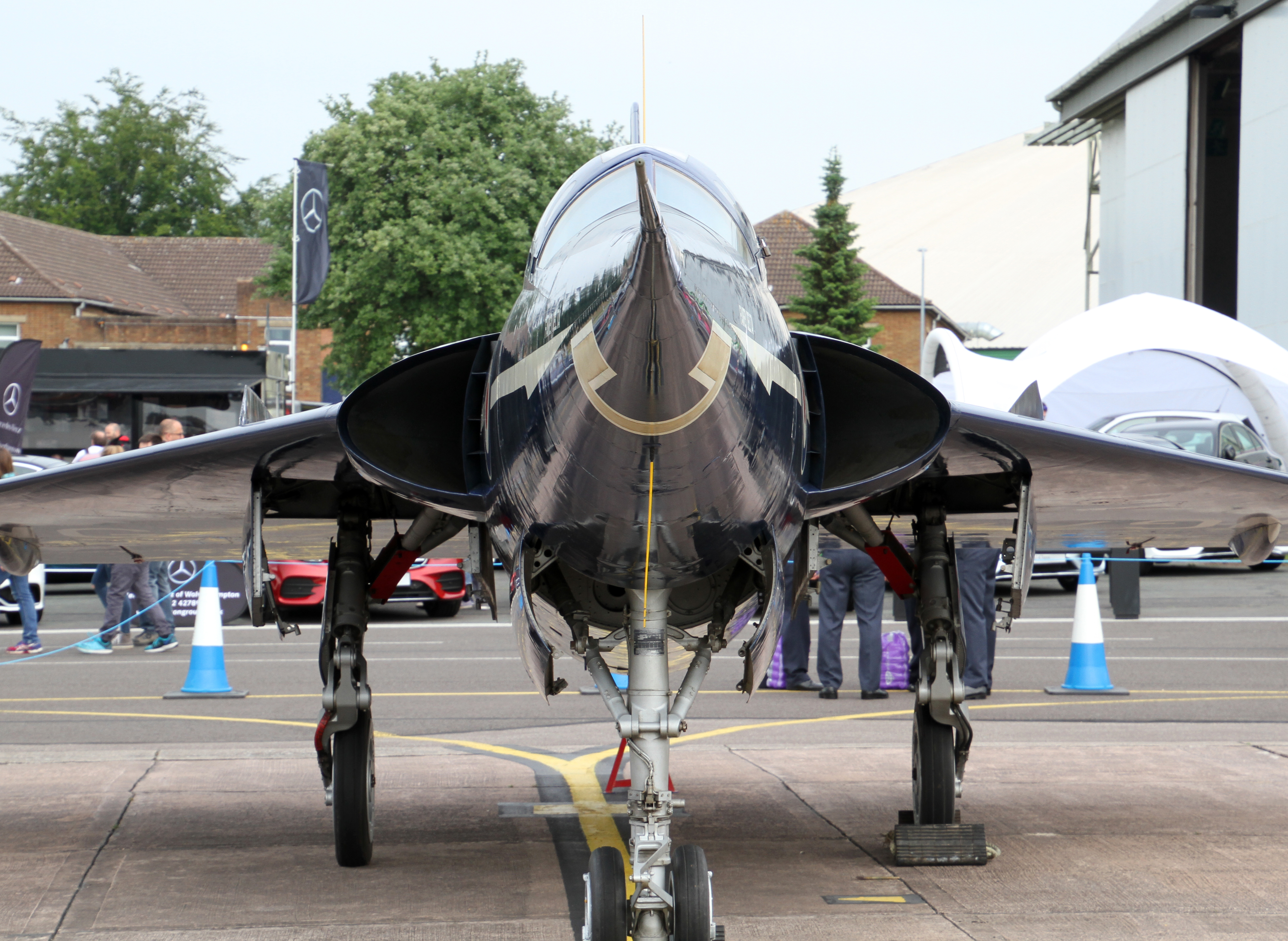
正面
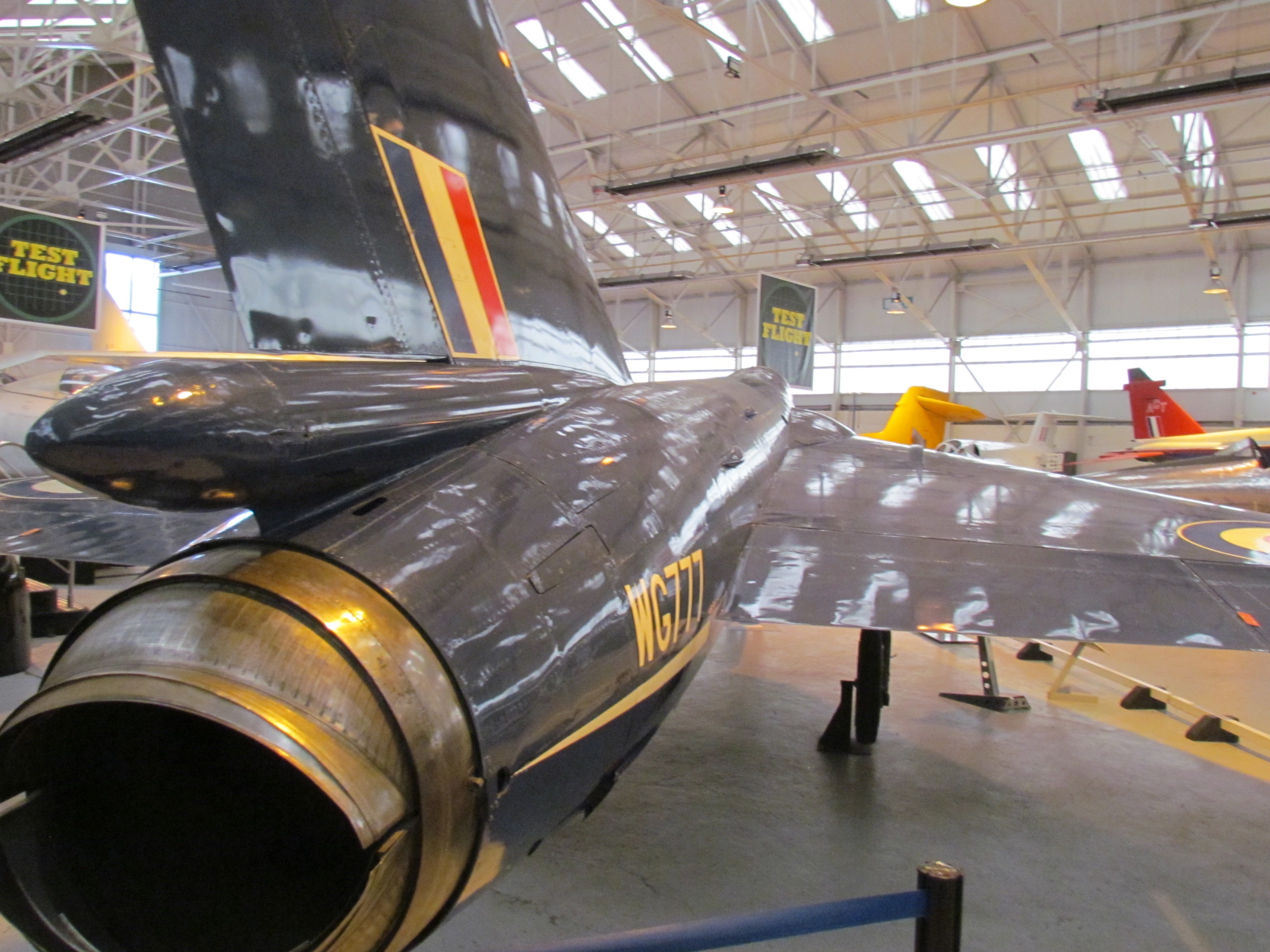
後方のクローズアップ

## 諸元
出典
- 乗員：1名
- 全長：15.74 m
- 翼幅：8.18 m
- 全高：3.35 m
- 翼面積：33.44 m2
- 空虚重量：4,990 kg
- 総重量：6,298 kg
- エンジン：ロールス・ロイス エイヴォン200 ターボジェット 10,000 lbf（44.59 kN） × 1
- 最大速度：>2,092 km/h
- 航続距離：1,336 km